# Équipe d'Abkhazie de football
Maillots
L'équipe d'Abkhazie de football  (en Russe: Сборная Абхазии по футболу, en géorgien: აფხაზეთის ეროვნული საფეხბურთო ნაკრები) est une sélection de joueurs professionnels régie par la Fédération d'Abkhazie de football fondée en 1994 et affiliée à la ConIFA depuis 2014. Elle représente l'Abkhazie qui a proclamé son indépendance de la Géorgie en 1992, situation reconnue par un petit nombre d’États : la Russie, le Nicaragua, le Venezuela, Nauru et la Syrie, ainsi que par le Haut-Karabagh, l'Ossétie du Sud et la Transnistrie.
Elle est depuis 2013 membre de la Confédération des associations de football indépendantes. À ce titre, elle participe à ses compétitions internationales. Elle remporte la coupe du monde 2016 de la ConIFA, en remportant la finale face au Pendjab. Lors de la Coupe d'Europe 2019 de la ConIFA, elle termine à la troisième place.

## Histoire

### Des débuts réussis (2007-2015)
Les débuts de l'Abkhazie
Le 2 octobre 2007, l'Abkhazie affronte une sélection de vétérans russes lors d'un match hommage à Vitali Daraselia. La rencontre se termine par un match nul (4-4). 
Il semblerait qu'au mois d'août 2008, l'Abkhazie aurait rencontré en match amical la sélection de l'Ossétie du Sud, la rencontre se termine par la victoire écrasante de l'Abkhazie 13 buts à 3.
Le 27 septembre 2008, l'Abkhazie rencontre une sélection de vétérans russes pour un match qui fête le 100e anniversaire du football en Abkhazie, la rencontre se termine sur le score de 3-3.
Le 23 juin 2012, l'Abkhazie joue son premier match amical face au club russe de division 1 Kouban Krasnodar, la rencontre à lieu en Abkhazie et se terminera par une victoire de l'Abkhazie 2 buts à 1. Fait marquant de la rencontre, quelques minutes avant la fin du match, la place du gardien Aleksei Bondarenko a été prise par Elvira Todua (en) première femme abkhaze à jouer pour l'équipe nationale.
Le 25 juin 2012, Leonid Dzapshba a été mis en examen pour détournement de fonds de 7 832 368 roubles (équivalant en euros à 88 405 €) alors qu'il était à la tête de la Fédération abkhaze de football.
L'équipe d'Abkhazie dispute son premier match le 25 septembre 2012 à Soukhoumi contre l'équipe du Haut-Karabagh (score 1-1),.
En décembre 2012, Djemal Gubaz, le président de la Fédération abkhaze de football (FAF) annonce la création d’une sélection nationale composée de joueurs locaux évoluant en Abkhazie et de footballeurs jouant à l’étranger comme les frères Ruslan et Beslan Adzhindzhal ou Sandro Tsveiba du Lokomotiv Moscou.
L'Abkhazie perd son premier match face à l'équipe du Haut-Karabagh (score 0-3).
En 2013, elle affronte l'Ossétie du sud en rencontre amicale, et remporte son premier match (score 3-0).
Coupe du monde de football ConIFA 2014
L'Abkhazie participe à la première Coupe du monde de football ConIFA 2014. Elle partage le groupe B avec les sélections de l'Occitanie et de la Laponie. Le 1er juin 2014, l'Abkhazie rencontre l'Occitanie, le score restera 1-1. L'Abkhazie évite la défaite grâce au but contre son camp de Gerome Hernandez à la 83e minutes. Le 2 juin 2014, l'Abkhazie remporte sa seconde rencontre contre la Laponie 2-1. Ce qui lui permet d'atteindre le quart de finale. Le 4 juin 2014, l'Abkhazie ne parvient pas battre l'Ossétie du sud, la sélection abkhaze perd aux tirs au but. Le 5 juin 2014, l'Abkhazie participe au premier play-off contre la Padanie, la rencontre ce terminera par un match nul 3-3, suivi des tirs au but remporter par la Padanie. Le 7 juin 2014, pour son dernier match lors du play-off, l’Abkhazie est battu par l'Occitanie 0-1. Terminant ainsi à la Huitième place.
Le 4 octobre 2014, l'Abkhazie rencontre la Tchétchénie en match amical, l'Abkhazie remporte la rencontre 1 but à 0.
Coupe d'Europe de football Conifa 2015
En 2015, l'Abkhazie est invitée a participer à la Coupe d'Europe de football Conifa 2015 en Hongrie. Le premier jour du rassemblement de l'équipe abkhaze est la préparation directe des joueurs de football pour le championnat européen ConIFA. Deux rencontres amicaux seront jouer contre les sélections de la république populaire de Donetsk et de la république populaire de Lougansk, l'Abkhazie remportera ses deux matchs. L'équipe d'Abkhazie s'est vu refuser la participation au Championnat d'Europe de football en Hongrie. Une lettre a été adressée au président de la Fédération de football, Jemal Gubaz, de la Fédération hongroise de football. Cette décision a été prise à la suite de protestations répétées de l'ambassade et de la Fédération géorgienne de football. La sélection d'Abkhazie finit par renoncer à participer au tournoi parce que l'ambassade de Hongrie à Moscou a refusé de délivrer des visas aux joueurs de l'équipe d'Abkhazie,.

### Champion du monde 2016 à domicile et troisième à l'Euro 2019
Coupe du monde de football ConIFA 2016
En 2016, l'Abkhazie a été choisi pour organiser la seconde Coupe du monde de football ConIFA 2016 où elle deviendra championne du monde,,,, après la séance aux tirs au but à la suite de l'égalisation du score grâce à un but de Ruslan Shoniya à la 88e minute (1-1). 
Le 29 mai 2016, l'Abkhazie rencontre et domine son match face à l'Archipel des Chagos, avec un résultat de 9-0. Le 31 mai 2016, la sélection d'Abkhazie remporte son second match de poule contre l'Arménie occidentale 1-0, lui permettant d'atteindre le quart de finale. Le 1er juin 2016, la sélection d'Abkhazie rencontrer la Laponie et remporte le match 2-0, passant ainsi en demi-finale. Le 3 juin 2016, l'équipe d'Abkhazie affronte en demi-finale la sélection de Chypre du Nord. L'Abkhazie remporte la rencontre 2-0. Le 5 juin 2016, l'Abkhazie rencontre en finale le Penjab, la rencontre se termine sur un score de 1-1, la finale se termine aux tirs au but, avec la victoire de l’Abkhazie 6-5. 
À la suite de cette victoire, le ministre de l'Intérieur d'Abkhazie déclare que « le sport ouvre le chemin vers une large reconnaissance internationale de l'indépendance de la république d'Abkhazie »,. Après sa victoire à la Coupe du monde de football ConIFA 2016, l'Abkhazie souhaite à devenir membre de l'UEFA et de la FIFA.
Le 9 juin 2016, le Premier ministre de l'Abkhazie Artur Mikvabia (en) a écrit une lettre au président de la FIFA Gianni Infantino, dans laquelle il a demandé à envisager la possibilité d'accepter la Fédération de football d'Abkhazie au sein de la FIFA,. En 2012 la république d'Abkhazie avait le projet de faire une demande à la FIFA, l'ancien président Leonid Dzapshba de la FFA avait déposé une demande auprès de la FIFA en 2011.
Coupe d'Europe de football Conifa 2017
La ConIFA invite l'Abkhazie à la seconde édition de la Coupe d'Europe de football Conifa 2017 en Chypre du Nord,, où elle se classe à la quatrième place, mais se qualifie automatiquement pour la Coupe du monde de football ConIFA 2018, étant le champion en titre de la seconde Coupe du monde de football ConIFA.
Le 2 juin 2017, le président de l'Abkhazie Raul Khadjimba, a rencontré les joueurs et les entraîneurs de l'équipe de football de la république d'Abkhazie. 
Le 5 juin 2017, l'Abkhazie rencontre l'Ossétie du sud, et remporte le premier match 2-1. Le 6 juin 2017, l'Abkhazie rencontre la Ruthénie subcarpathique, le match se termine par un nul, 2-2. Le 7 juin 2017, la sélection de l'Abkhazie rencontre Chypre du Nord, le match se termine par un nul 0-0. L'Abkhazie se qualifie pour la demi-finale. Le 9 juin 2017, l'équipe d'Abkhazie rencontre en demi-finale la Padanie champion d'Europe 2015. L’Abkhazie termine le match par un score vierge de 0-0, la rencontre se finit aux tirs au but remporter par la Padanie 5-6. Le 10 juin 2017, l'Abkhazie affronte le Pays sicule pour la troisième place. L'Abkhazie perd 1-3, terminant ainsi à la quatrième de la Coupe d'Europe de football Conifa 2017.
Le 9 octobre 2017, l'Abkhazie affronte une sélection de vétérans russes lors d'un match hommage à Vitali Daraselia. La rencontre se termine par la victoire des Abkhazes 4 buts à 2.
Coupe du monde de football ConIFA 2018
Le 8 août 2018, l’Abkhazie rencontre en match amical une sélection du Nigéria au Dinamo Stadium en Abkhazie. L'Abkhazie remporte la rencontre sur un score de 4 à 0,.
L'Abkhazie se déplace pour sa troisième coupe du monde à Londres en Angleterre. Le 31 mai 2018, l'Abkhazie commence son premier match de compétition contre le Tibet par une victoire 3-0. Le 2 juin 2018, la Ruthénie subcarpathique domine l'Abkhazie pour son deuxième match, défaite des Abkhazes 2-0. Le 3 juin 2018, l'Abkhazie rencontre pour son dernier match de groupe la sélection de Chypre du Nord. La rencontre se terminera par un match nul 2-2, la rencontre ne permet pas à l'Abkhazie de conserver son titre de champion du monde 2016. La sélection rencontre pendant les play-off trois autres équipe afin de déterminer son classement final. Le 5 juin 2018, l'Abkhazie remporte son premier match de classement contre les Tamouls 6-0. Le 7 juin 2018, l'Abkhazie remporte sa seconde rencontre contre les Coréens Unies au Japon 2-0. Le 9 juin 2018, l'Abkhazie remporte son troisième match contre la Kabylie 2-0. Terminant ainsi à la neuvième place de la Coupe du monde de football ConIFA 2018.
Coupe d'Europe de football Conifa 2019
Le 1er février 2019, l'entraîneur-chef de l'équipe nationale abkhaze Beslan Ajinjal annoncé une  rencontre entre l'Abkhazie et l'Olympe de Moscou qui était prévue le 2 février 2019 n'aura finalement pas lieu,.
Le 2 juin 2019, l'Abkhazie affronte et bat la Chamerie 3 buts à 1. Le 3 juin 2019, pour sa seconde rencontre face à la Laponie, l'Abkhazie gagne sur un petit score de 1 à 0. Le 4 juin 2019, l'Abkhazie termine sa dernière rencontre contre le pays hôte sur un score nul de 1-1. Le 6 juin 2019, l'Abkhazie affronte en demi-finale l'Arménie occidentale devant 7000 personnes, la sélection abkhazienne perd aux tirs au but 1-1 (0-3). Le 8 juin 2019, l'Abkhazie remporte la petite finale face à la Chamerie aux tirs au but 0-0 (5-4) devant 6200 personnes.

### Désillusion pour l'Euro 2021
Coupe d'Europe de football Conifa 2021
Le 11 juillet 2021 au Stade Dinamo de Soukhoumi, la sélection Abkhazienne rencontre en match amical le club russe du FK Sotchi,,,. L'Abkhazie remporte la rencontre grâce à l'unique but à la 54e minutes de Alan Kvitsinia devant un peu plus de 2000 personnes,.
La sélection d'Abkhazie participe à la Coupe d'Europe de football ConIFA 2021, qui aura lieu dans la ville de Nice en France, Il était préalablement programmé du 9 juin au 19 juin 2021, mais, en raison de la pandémie de Covid-19 qui sévit en Europe, la ConIFA décide de le reporter d'un an, du 3 juin au 12 juin 2022. L'Abkhazie affrontera dans le groupe B, les équipes de Laponie et du Pays sicule. Tarash Khagba le président de la fédération de football d'Abkhazie a déclaré qu'en raison de la situation internationale et des sanctions, l'équipe abkhaze de football a un problème avec les visas afin de participer à la Coupe d'Europe de football ConIFA à Nice. L'Abkhazie et l'Ossétie du Sud ne participeront pas à la Coupe d'Europe de football ConIFA à Nice, elles sont remplacées par deux autres équipes originaire d'Italie.

## Résultats de l'équipe d'Abkhazie

### Palmarès
Palmarès de l'équipe d'Abkhazie de football en compétitions officielles
| Compétitions mondiales                  | Compétitions continentales          | Autres compétitions |
| --------------------------------------- | ----------------------------------- | ------------------- |
| - Coupe du monde (1) - Vainqueur : 2016 | - Coupe d'Europe - Troisième : 2019 |                     |

Palmarès individuel dans les compétitions internationales
| Meilleurs joueurs                                             | Meilleurs buteurs                                       |
| ------------------------------------------------------------- | ------------------------------------------------------- |
| Meilleur jeune joueur de la Coupe d'Europe de football ConIFA | Meilleur buteur de la Coupe d'Europe de football ConIFA |

### Parcours dans les compétitions internationales
Coupe du monde de football ConIFA
| Année | Position                                                  | Match                                                     | Victoire                                                  | Nul                                                       | Défaite                                                   | but marqué                                                | but encaissé                                              |
| ----- | --------------------------------------------------------- | --------------------------------------------------------- | --------------------------------------------------------- | --------------------------------------------------------- | --------------------------------------------------------- | --------------------------------------------------------- | --------------------------------------------------------- |
| 2014  | 8e                                                        | 5                                                         | 1                                                         | 3                                                         | 1                                                         | 6                                                         | 6                                                         |
| 2016  | 1er                                                       | 5                                                         | 4                                                         | 1                                                         | 0                                                         | 15                                                        | 1                                                         |
| 2018  | 9e                                                        | 6                                                         | 4                                                         | 1                                                         | 1                                                         | 15                                                        | 4                                                         |
| 2020  | Annulée en raison de la pandémie de maladie à coronavirus | Annulée en raison de la pandémie de maladie à coronavirus | Annulée en raison de la pandémie de maladie à coronavirus | Annulée en raison de la pandémie de maladie à coronavirus | Annulée en raison de la pandémie de maladie à coronavirus | Annulée en raison de la pandémie de maladie à coronavirus | Annulée en raison de la pandémie de maladie à coronavirus |
| 2024  | -                                                         | -                                                         | -                                                         | -                                                         | -                                                         | -                                                         | -                                                         |

Coupe d'Europe de football ConIFA
| Année | Position         | Match            | Victoire         | Nul              | Défaite          | but marqué       | but encaissé     |
| ----- | ---------------- | ---------------- | ---------------- | ---------------- | ---------------- | ---------------- | ---------------- |
| 2015  | Ne participe pas | Ne participe pas | Ne participe pas | Ne participe pas | Ne participe pas | Ne participe pas | Ne participe pas |
| 2017  | 4e               | 5                | 1                | 3                | 1                | 5                | 6                |
| 2019  | 3e               | 5                | 2                | 3                | 0                | 6                | 3                |
| 2021  | Annulée'         | Annulée'         | Annulée'         | Annulée'         | Annulée'         | Annulée'         | Annulée'         |
| 2023  | -                | -                | -                | -                | -                | -                | -                |

## Rencontres

### Matches internationaux
Le tableau suivant liste les rencontres de l'Équipe d'Abkhazie de football
| No | Date              | Lieu                                                 | Abkhazie | Adversaire                         | Score       | Compétition                               | Buteur(s) pour les Abkhazes | Buteur(s) pour l'adversaire                                                | Rapport      |
| -- | ----------------- | ---------------------------------------------------- | -------- | ---------------------------------- | ----------- | ----------------------------------------- | --- | -------------------------------------------------------------------------- | ------------ |
| 1  | 2 octobre 2007    | Otchamtchiré Abkhazie                                | Abkhazie | URSS Vétérans                      | N 4-4       | Match hommage à Vitali Daraselia          | Tamaz Yenik , Roman Khagba , Georgy Chaligava                                                                                               | Valery Massalitin, Sergei Kiryakov                                         | (Rapport)    |
| 2  | 27 septembre 2008 | Republican stadium Soukhoumi Abkhazie                | Abkhazie | URSS Vétérans                      | N 3-3       | 100e anniversaire du football en Abkhazie | |                                                                            | (Rapport)    |
| 3  | 23 juin 2012      | Republican stadium Soukhoumi Abkhazie                | Abkhazie | Kouban Krasnodar                   | V 2-1       | Amical                                    | Tarash Khagba , Georgy Matkava | Vladimir Lobkarev                                                          | (Rapport)    |
| 4  | 25 septembre 2012 | Republican stadium Soukhoumi Abkhazie                | Abkhazie | Haut-Karabagh                      | N 1-1       | Amical                                    | Beslan Gubliya 75e | 80e Andranik Barikyan                                                      | (Rapport)    |
| 5  | 21 octobre 2012   | Stepenakert Stadium, Stepanakert, Haut-Karabagh      | Abkhazie | Haut-Karabagh                      | P 0-3       | Amical                                    | |                                                                            | (Rapport)    |
| 6  | 7 juillet 2013    | Nouvel Athos, Abkhazie                               | Abkhazie | Abkhazie U-21                      | N 3-3       | Amical                                    | Bagrat Khagba, Astamur Tarba, Astamur Bargandzhia                                                                                           | Sundar Pachulia, Georgi Pachulia                                           | (Rapport)    |
| 7  | 23 septembre 2013 | Republican stadium Soukhoumi Abkhazie                | Abkhazie | Ossétie du sud                     | V 3-0       | Amical                                    | Almaskhan Dzeniya , Aleksei Bondarenko , Anrik Tania                                                                                        |                                                                            | (Rapport)    |
| 8  | 10 novembre 2013  | Soukhoumi, Abkhazie                                  | Abkhazie | Abkhazie U-21                      | N 4-4       | Amical                                    | Anrik Tania, Astamur Tarba, Anrik Ashuba | G.Zaria, A.Logua, R.Kvekveskiri                                            | (Rapport)    |
| 9  | 1er juin 2014     | Jämtkraft Arena, Östersund Suède                     | Abkhazie | Occitanie                          | N 1-1       | Coupe du monde de football ConIFA 2014    | Gerome Hernandez 83e (csc) | 68e Brice Martinez                                                         | (Rapport)    |
| 10 | 2 juin 2014       | Jämtkraft Arena, Östersund Suède                     | Abkhazie | Laponie                            | V 2-1       | Coupe du monde de football ConIFA 2014    | Amal Vardania 19e, Vladimir Argun 72e | 51e Jirijoonas Kanth                                                       | (Rapport)    |
| 11 | 4 juin 2014       | Jämtkraft Arena, Östersund Suède                     | Abkhazie | Ossétie du sud                     | N 0-0 (0-2) | Coupe du monde de football ConIFA 2014    | |                                                                            | (Rapport)    |
| 12 | 5 juin 2014       | Jämtkraft Arena, Östersund Suède                     | Abkhazie | Padanie                            | N 3-3 (2-4) | Coupe du monde de football ConIFA 2014    | Amal Vardania 60e 62e, Dmitri Akhba 86e | Luca Mosti 41e, Enoch Barwuah 48e, Matteo Prandelli 90+1e                  | (Rapport)    |
| 13 | 7 juin 2014       | Jämtkraft Arena, Östersund Suède                     | Abkhazie | Occitanie                          | P 0-1       | Coupe du monde de football ConIFA 2014    | | 78e Gerome Hernandez                                                       | (Rapport)    |
| 14 | 4 octobre 2014    | Stade Dinamo, Soukhoumi, Abkhazie                    | Abkhazie | Tchétchénie                        | V 1-0       | Amical                                    | |                                                                            | [ (Rapport)] |
| 15 | 19 mars 2015      | Republican stadium, Soukhoumi, Abkhazie              | Abkhazie | République populaire de Lougansk   | V 1-0       | Amical                                    | Astamur Logua |                                                                            | (Rapport)    |
| 16 | 14 mai 2015       | Republican stadium, Soukhoumi, Abkhazie              | Abkhazie | République populaire de Donetsk    | V 1-0       | Amical                                    | Shabat Logua |                                                                            | (Rapport)    |
| 17 | 19 mai 2016       | Stade Dinamo Soukhoumi Abkhazie                      | Abkhazie | République populaire de Donetsk    | N 0-0       | Amical                                    | |                                                                            | (Rapport)    |
| 18 | 29 mai 2016       | Stade Dinamo, Soukhoumi, Abkhazie                    | Abkhazie | Archipel des Chagos                | V 9-0       | Coupe du monde de football ConIFA 2016    | Dmitri Kortava 18e, Vladimir Argun 19e, Dmitri Akhba 34e, Albert Prus 39e 43e, Ruslan Shoniya 47e 57e, Astamur Tarba 50e, Victor Pimpia 88e |                                                                            | (Rapport)    |
| 19 | 31 mai 2016       | Stade Dinamo, Soukhoumi, Abkhazie                    | Abkhazie | Arménie occidentale                | V 1-0       | Coupe du monde de football ConIFA 2016    | Dmitri Kortava 9e |                                                                            | (Rapport)    |
| 20 | 1er juin 2016     | Stade Dinamo, Soukhoumi, Abkhazie                    | Abkhazie | Laponie                            | V 2-0       | Coupe du monde de football ConIFA 2016    | Dmitri Kortava 35e 73e |                                                                            | (Rapport)    |
| 21 | 3 juin 2016       | Stade Dinamo, Soukhoumi, Abkhazie                    | Abkhazie | Chypre du Nord                     | V 2-0       | Coupe du monde de football ConIFA 2016    | Levan Logua 9e, Ruslan Shoniya 69e |                                                                            | (Rapport)    |
| 22 | 5 juin 2016       | Stade Dinamo, Soukhoumi, Abkhazie                    | Abkhazie | Pendjab                            | N 1-1 (6-5) | Coupe du monde de football ConIFA 2016    | Ruslan Shoniya 88e | 57e Amar Purewal                                                           | (Rapport)    |
| 23 | 28 mai 2017       | Republican stadium Soukhoumi Abkhazie                | Abkhazie | République populaire de Donetsk    | P 1-2       | Amical                                    | Shabat Logua 86e | 24e Viktor Stanenko, 84e Serhiy Artiukh                                    | (Rapport)    |
| 24 | 31 mai 2017       | Republican stadium Soukhoumi Abkhazie                | Abkhazie | Championnat d'Abkhazie de football | N 3-3       | Amical                                    | |                                                                            | (Rapport)    |
| 25 | 5 juin 2017       | Stade 20 Temmuz de Kyrenia, Chypre du Nord           | Abkhazie | Ossétie du sud                     | V 2-1       | Coupe d'Europe de football Conifa 2017    | Kortava Dmitry 34e · Shoniya Ruslan 90+1e                                                                                                   | 61e Alan Kadjaev                                                           | (Rapport)    |
| 26 | 6 juin 2017       | Stade Atatürk de Nicosie, Chypre du Nord             | Abkhazie | Ruthénie subcarpathique            | N 2-2       | Coupe d'Europe de football Conifa 2017    | Anatolii Semenov 20e 50e | 33e Szabo Roland, 79e Ohar Roman                                           | (Rapport)    |
| 27 | 7 juin 2017       | Stade Zafer de Morphou, Chypre du Nord               | Abkhazie | Chypre du Nord                     | N 0-0       | Coupe d'Europe de football Conifa 2017    | |                                                                            | (Rapport)    |
| 28 | 9 juin 2017       | Stade Atatürk de Nicosie, Chypre du Nord             | Abkhazie | Padanie                            | N 0-0 (5-6) | Coupe d'Europe de football Conifa 2017    | |                                                                            | (Rapport)    |
| 29 | 10 juin 2017      | Stade 20 Temmuz de Kyrenia, Chypre du Nord           | Abkhazie | Pays sicule                        | P 1-3       | Coupe d'Europe de football Conifa 2017    | Kortava Dmitry 3e | 9e Csuros Attila · 24e Laszlo Szocs · 36e Barna Bajko                      | (Rapport)    |
| 30 | 9 octobre 2017    | Otchamtchiré Abkhazie                                | Abkhazie | URSS Vétérans                      | V 4-2       | Match hommage à Vitali Daraselia          | 14e 46e Beslan Gubliya, Beslan Ashub | Garik Vartanov 16e, Vitaly Jr Daraselia                                    | (Rapport)    |
| 31 | 31 mai 2018       | Queen Elizabeth II Stadium, Enfield Town, Angleterre | Abkhazie | Tibet                              | V 3-0       | Coupe du monde de football ConIFA 2018    | Ruslan Akhvlediani (en) 15e, Dmitri Maskayev (en) 61e, Ruslan Shoniya 77e                                                                   |                                                                            | (Rapport)    |
| 32 | 2 juin 2018       | Queen Elizabeth II Stadium, Enfield Town, Angleterre | Abkhazie | Ruthénie subcarpathique            | P 0-2       | Coupe du monde de football ConIFA 2018    | | 11e Zsolt Gajdos (en), 90+8e István Sándor (footballer) (en)               | (Rapport)    |
| 33 | 3 juin 2018       | Queen Elizabeth II Stadium, Enfield Town, Angleterre | Abkhazie | Chypre du Nord                     | N 2-2       | Coupe du monde de football ConIFA 2018    | 20e Dmitri Maskayev (en), 90e Vladimir Argun (vi)                                                                                           | Ünal Kaya 32e, Kenan Oshan 78e                                             | (Rapport)    |
| 34 | 5 juin 2018       | Parkside, Aveley, Angleterre                         | Abkhazie | îlam tamoul                        | V 6-0       | Coupe du monde de football ConIFA 2018    | Ruslan Akhvlediani (en) 40e 71e, Shabat Logua 63e, Ruslan Shoniya 74e 88e, Astamur Tarba 83e                                                |                                                                            | (Rapport)    |
| 35 | 7 juin 2018       | Hayes Lane (en), Bromley, Angleterre                 | Abkhazie | Coréens Unies au Japon             | V 2-0       | Coupe du monde de football ConIFA 2018    | Ruslan Akhvlediani (en) 38e, Aleksandr Kogoniya 78e                                                                                         |                                                                            | (Rapport)    |
| 36 | 9 juin 2018       | Parkside, Aveley, Angleterre                         | Abkhazie | Kabylie                            | V 2-0       | Coupe du monde de football ConIFA 2018    | Shabat Logua 29e, Georgi Zhanaa (id) 56e |                                                                            | (Rapport)    |
| 37 | 8 août 2018       | Stade Dinamo, Abkhazie                               | Abkhazie | Nigeria                            | V 4-0       | Amical                                    | Timur Agrba 14e, Victor Pimpia , Inal Chkadua 48e, Said Kvaratskhelia 58e                                                                   |                                                                            | (Rapport)    |
| 38 | 2 juin 2019       | Askeran Haut-Karabagh                                | Abkhazie | Chameria                           | V 3-1       | Coupe d'Europe de football Conifa 2019    | 48e Dmitry Maskaev, 49e 74e Shabat Logua | 30e Fravjo Prendi                                                          | (Rapport)    |
| 39 | 3 juin 2019       | Martakert Haut-Karabagh                              | Abkhazie | Laponie                            | V 1-0       | Coupe d'Europe de football Conifa 2019    | 45+2e Georgiy Dgebuadze |                                                                            | (Rapport)    |
| 40 | 4 juin 2019       | Martouni Haut-Karabagh                               | Abkhazie | Haut-Karabagh                      | N 1-1       | Coupe d'Europe de football Conifa 2019    | 8e Shabat Logua | 33e Norik Mkrtchyan                                                        | (Rapport)    |
| 41 | 6 juin 2019       | Stepanakert Haut-Karabagh                            | Abkhazie | Arménie occidentale                | N 1-1 (0-3) | Coupe d'Europe de football Conifa 2019    | 10e Alan Khugayev | 32e (pen.) David Manoyan                                                   | (Rapport)    |
| 42 | 8 juin 2019       | Stepanakert Haut-Karabagh                            | Abkhazie | Chameria                           | N 0-0 (5-4) | Coupe d'Europe de football Conifa 2019    | |                                                                            | (Rapport)    |
| 43 | 25 septembre 2020 | Republican stadium Soukhoumi Abkhazie                | Abkhazie | République populaire de Donetsk    | N 0-0       | Amical                                    | |                                                                            | (Rapport)    |
| 44 | 11 juillet 2021   | Stade Dinamo, Soukhoumi, Abkhazie                    | Abkhazie | FK Sotchi                          | V 1-0       | Amical                                    | 54e Alan Kvitsinia |                                                                            | (Rapport)    |
| 45 | 16 novembre 2022  | Stade Dinamo, Soukhoumi, Abkhazie                    | Abkhazie | Adyguée                            | N 1-1       | Amical                                    | 42e Alan Kvitsinia | 45e Asker Delok                                                            | (Rapport)    |
| 46 | 23 novembre 2022  | Stade Dinamo, Soukhoumi, Abkhazie                    | Abkhazie | Kabardino-Balkarie                 | P 2-4       | Amical                                    | 10e Victor Pimpia, 82e Alan Kvitsinia | 32e Bagiev Amir, 51e Bekboev Batyrbi, 65e Khutov Anzor, 80e Alagiev Charim | (Rapport)    |

### Équipe rencontrées
| Adversaire                         | Joués | Victoires | Matchs nuls | Défaites | Buts pour | Buts contre |
| ---------------------------------- | ----- | --------- | ----------- | -------- | --------- | ----------- |
| République populaire de Donetsk    | 4     | 1         | 2           | 1        | 2         | 2           |
| Ossétie du Sud                     | 3     | 2         | 1           | 0        | 5         | 1           |
| Chypre du Nord                     | 3     | 1         | 2           | 0        | 4         | 2           |
| Laponie                            | 3     | 3         | 0           | 0        | 5         | 1           |
| Haut-Karabagh                      | 3     | 0         | 2           | 1        | 2         | 5           |
| Padanie                            | 2     | 0         | 2           | 0        | 3         | 3           |
| Occitanie                          | 2     | 0         | 1           | 1        | 1         | 2           |
| Arménie occidentale                | 2     | 1         | 1           | 0        | 2         | 1           |
| Ruthénie subcarpathique            | 2     | 0         | 1           | 1        | 2         | 4           |
| Chamerie                           | 2     | 1         | 1           | 0        | 3         | 1           |
| Tibet                              | 1     | 1         | 0           | 0        | 3         | 0           |
| République populaire de Lougansk   | 1     | 1         | 0           | 0        | 1         | 0           |
| Archipel des Chagos                | 1     | 1         | 0           | 0        | 9         | 0           |
| Pendjab                            | 1     | 0         | 1           | 0        | 1         | 1           |
| Pays sicule                        | 1     | 0         | 0           | 1        | 1         | 3           |
| îlam tamoul                        | 1     | 1         | 0           | 0        | 6         | 0           |
| Kabylie                            | 1     | 1         | 0           | 0        | 2         | 0           |
| Coréens Unies au Japon             | 1     | 1         | 0           | 0        | 2         | 0           |
| Tchétchénie                        | 1     | 1         | 0           | 0        | 1         | 0           |
| Adyguée                            | 1     | 0         | 1           | 0        | 1         | 1           |
| Kabardino-Balkarie                 | 1     | 0         | 0           | 1        | 2         | 4           |
| Nigeria                            | 1     | 1         | 0           | 0        | 4         | 0           |
| URSS Vétérans                      | 3     | 1         | 2           | 0        | 11        | 9           |
| Kouban Krasnodar                   | 1     | 1         | 0           | 0        | 2         | 1           |
| FK Sotchi                          | 1     | 1         | 0           | 0        | 1         | 0           |
| Abkhazie U-21                      | 2     | 0         | 2           | 0        | 7         | 7           |
| Championnat d'Abkhazie de football | 1     | 0         | 1           | 0        | 3         | 3           |
| Total                              | 46    | 20        | 20          | 6        | 86        | 51          |

## Personnalités de l'équipe d'Abkhazie de football

### Sélections
| Sélection 2016              | Sélection 2016          |
| Club                        | Nom                     |
| --------------------------- | ----------------------- |
| Gardien                     |                         |
| Nart Sukhum                 | Itsal Katsuba           |
| FK Gagra (de)               | Aleksei Bondarenko      |
| Yertsakh FC                 | Timur Eshba             |
| Défenseur                   |                         |
| Arsenal Toula               | Anri Khagush            |
| Spartak Budennovsk          | Dzambolat Kusov (id)    |
| Nart Sukhum                 | Anri Khagba (en)        |
| Nart Sukhum                 | Georgi Zhanaa (id)      |
| FK Gagra (de)               | Astamur Tsishba         |
| FC Dinamo Sukhumi           | Anri Ashuba             |
| Ritsa Gudauta               | Ahra Simonia            |
| Milieu de terrain           |                         |
| FC Athos                    | Vladimir Argun (vi)     |
| FC Athos                    | Astamur Tarba           |
| Ritsa Gudauta               | Almaskhan Dzheniya      |
| Ritsa Gudauta               | Victor Pimpia           |
| Yertsakh FC                 | Levan Logua             |
| Nart Sukhum                 | Shabat Logua (en)       |
| FC Dinamo Sukhumi           | Tarash Hagba            |
| FC Sochi 2013 (en)          | Albert Prus (en)        |
| FK Dinamo-GTS Stavropol     | Alan Khugaev            |
| Attaquant                   |                         |
| FC Athos                    | Ismail Feras            |
| Université d'État du Kouban | Amal Vardan             |
| FK Khimki                   | Dmitry Akhba (en)       |
| Staff                       | Nom                     |
| Sélectionneur               | Juma Kvaratskhelia (en) |

| Sélection 2017            | Sélection 2017          |
| Club                      | Nom                     |
| ------------------------- | ----------------------- |
| Gardien                   |                         |
| Nart Sukhum               | Itsal Katsuba           |
| Ertsakhu                  | Temur Eshba             |
| Défenseur                 |                         |
| FK Neftekhimik Nijnekamsk | Lev Kornilov (en)       |
| Nart Sukhum               | Anri Khagba (en)        |
| Nart Sukhum               | George Zhanaa           |
| FC Dinamo Sukhumi         | Anri Ashuba             |
| FC Gagra                  | Astamur Thishba         |
| Ertsakhu                  | Levan Logua             |
| Milieu de terrain         |                         |
| FC Afon                   | Vladimir Argun          |
| Ritsa FC                  | Astamur Tarba           |
| Nart Sukhum               | Tarash Khagba           |
| FK Dinamo Stavropol       | Alan Khugayev           |
| FC Sochi 2013 (en)        | Anatoli Semyonov        |
| Giresunspor               | Arslanhan Baturay       |
| Binatlı Yılmaz SK         | Alexander Kogoniya      |
| Binatlı Yılmaz SK         | Shabat Logua            |
| Attaquant                 |                         |
| FC Gagra                  | Victor Pimpia           |
| FK Neftekhimik Nijnekamsk | Dmitri Kortava (en)     |
| FK Vitiaz Podolsk         | Ruslan Shoniya          |
| FK Napredak Kruševac      | Daur Kvekveskiri (en)   |
| Staff                     | Nom                     |
| Sélectionneur             | Juma Kvaratskhelia (en) |

| Sélection 2018         | Sélection 2018                    |
| Club                   | Nom                               |
| ---------------------- | --------------------------------- |
| Gardien                |                                   |
| FC Gagra               | Aleksei Bondarenko                |
| Nart Sukhum            | Itsal Katsuba                     |
| Défenseur              |                                   |
| FK Metallourg Lipetsk  | Ruslan Akhvlediani (en)           |
| Arsenal Toula          | Anri Khagush                      |
| FK Dolgoproudny        | Diyego Malaniya (en)              |
| FC Gagra               | Astamur Tsishba                   |
| Nart Sukhum            | Anri Khagba (en)                  |
| Milieu de terrain      |                                   |
| Nart Sukhum            | Georgi Zhanaa (id)                |
| Nart Sukhum            | Mykyta Filatov                    |
| Nart Sukhum            | Shabat Logua                      |
| Nart Sukhum            | Aleksandr Kogoniya                |
| FK Spartak Vladikavkaz | Alan Robertovich Khugayev         |
| FC Dinamo Sukhumi      | Tarash Khagba                     |
| Ritsa Gudauta          | Astamur Tarba                     |
| FC Gagra               | Anatoli Sergeyevich Semyonov (id) |
| Attaquant              |                                   |
| Nart Sukhum            | Vladimir Argun (vi)               |
| Ritsa Gudauta          | Viktor Pimpiia                    |
| FK Vitiaz Podolsk      | Ruslan Shoniya                    |
| FK Torpedo Moscou      | Dmitri Maskayev (en)              |
| Staff                  | Nom                               |
| Sélectionneur          | Beslan Ajinjal (en)               |

| Sélection 2019,        | Sélection 2019,           |
| Club                   | Nom                       |
| ---------------------- | ------------------------- |
| Gardien                |                           |
| Nart Sukhum            | Itsal Katsuba             |
| FC Gagra               | Ilya Shcherba             |
| Défenseur              |                           |
| Nart Sukhum            | Lev Tarba                 |
| Nart Sukhum            | Georgi Zhanaa (id)        |
| Nart Sukhum            | Astamur Tsishba           |
| FK SKA Rostov          | Lev Baburin               |
| Milieu de terrain      |                           |
| FK Rosich              | Avdeev Timur Radovich     |
| Nart Sukhum            | Shabat Logua              |
| Nart Sukhum            | Giga Shalvovich Benidze   |
| FC Dinamo Sukhumi      | Tarash Khagba             |
| FK Spartak Vladikavkaz | Alan Robertovich Khugayev |
| Strogino Moscou        | Daniel Chirikbaia         |
| Strogino Moscou        | Daur Chanba               |
| FK Droujba Maïkop      | Smyr Gudisa               |
| FK Baltika Kaliningrad | Roman Zikrach             |
|                        | Aka Zvanbaya              |
| Attaquant              |                           |
| FC Gagra               | Ramin Bartsits            |
| Ritsa Gudauta          | Viktor Pimpiia            |
| Strogino Moscou        | Danilo Ardzinba           |
| FK Lada Togliatti      | Dmitri Maskayev (en)      |
|                        | Georgiy Dgebuadze         |
| Staff                  | Nom                       |
| Sélectionneur          | Beslan Adjindjal (en)     |
| Entraîneur adjoint     | / Beslan Gubliya (en)     |
| Entraîneur gardien     | Bagrat Ahba               |
| Président              | Juma Kvaratskhelia (en)   |

### Sélectionneurs
| N°     | Sélectionneur           | Période       | Matchs | Gagnés | Nuls | Perdus | Gagnés % |
| ------ | ----------------------- | ------------- | ------ | ------ | ---- | ------ | -------- |
| 1      | Jemal Gubaz (en)        | 2007-2008     | 2      | 0      | 2    | 0      | 0        |
| 2      | Juma Kvaratskhelia (en) | 2012-2017     | 28     | 12     | 12   | 4      | 42.86    |
| 3      | Beslan Adjindjal (en)   | 2018-2019     | 12     | 7      | 4    | 1      | 58.33    |
| 4      | Beslan Gubliya (en)     | 2020-en cours | 4      | 1      | 2    | 1      | 25       |
| Totals | Totals                  | Totals        | 46     | 20     | 20   | 6      | 43.47%   |

### Présidents de la Fédération d'Abkhazie de football
| N° | Nom                     | Période               |
| -- | ----------------------- | --------------------- |
| 1  | Vladimir Mikanba (en)   | 1994-?                |
| 2  | Valery Arshba (en)      | ?-?                   |
| 3  | Rafael Ampar (en)       | ?-2004                |
| 4  | Gennady Tsvinaria       | 2004-2005             |
| 5  | Artur Mikvabia (en)     | 30/03/2006-mars 2007  |
| 6  | Leonid Dzapshba (en)    | mars 2007-19/03/2012  |
| 7  | Jemal Gubaz (en)        | 19/03/2012-21/09/2015 |
| 8  | Rouslan Adjindjal       | 15/10/2015-20/01/2017 |
| 9  | Juma Kvaratskhelia (en) | 25/02/2017-02/03/2021 |
| 10 | Tarash Hagba            | 02/03/2021-24/02/2023 |
| 11 | Shabat Logua (en)       | 24/02/2023-en cours   |

## Statistiques

### Classement ConIFA
| Année              | 2015 | 2020 |
| ------------------ | ---- | ---- |
| Classement mondial | 8    | 7    |

### Les meilleurs buteurs toutes rencontres confondues
| 8 buts |
| Ruslan Shoniya |
| 7 buts |
| Shabat Logua (en) |
| 6 buts |
| Dmitri Kortava (en) |
| 4 buts |
| Ruslan Akhvlediani (en), Astamur Tarba |
| 3 buts |
| Beslan Gubliya (en), Vladimir Argun (vi), Dmitri Maskayev (en), Anrik Tania, Victor Pimpia, Alan Kvitsinia |
| 2 buts |
| Amal Vardania, Tamazi Yenik (en), Dmitry Akhba (en), Anatolii Semenov, Beslan Ashub, Albert Prus (en) |
| 1 but |
| Roman Khagba (en), Georgy Chaligava, Tarash Khagba, Georgy Matkava, Almaskhan Dzeniya, Aleksei Bondarenko, Amal Vardania, Anrik Ashuba, Astamur Logua, Levan Logua, Aleksandr Kogoniya, Bagrat Khagba, Georgi Zhanaa (id), Astamur Bargandzhia, Inal Chkadua, Said Kvaratskhelia, Georgiy Dgebuadze, Alan Khugayev, Timur Agrba |

### Les meilleurs buteurs par compétition
| Rang | Joueur             | Coupe(s) du monde disputée(s) | Sél. | Buts |
| ---- | ------------------ | ----------------------------- | ---- | ---- |
| 1    | Ruslan Shoniya     | 2016, 2018 (2)                | 11   | 7    |
| 2    | Dmitri Kortava     | 2014, 2016 (2)                | 10   | 4    |
| 2    | Ruslan Akhvlediani | 2018 (1)                      | 6    | 4    |
| 3    | Vladimir Argun     | 2014, 2016, 2018 (3)          | 16   | 3    |
| 3    | Astamur Tarba      | 2016, 2018 (2)                | 11   | 3    |
| 3    | Amal Vardania      | 2014 (1)                      | 5    | 3    |
| 4    | Dmitri Akhba       | 2014, 2016 (2)                | 10   | 2    |
| 4    | Albert Prus        | 2016 (1)                      | 5    | 2    |
| 4    | Dmitri Maskayev    | 2018 (1)                      | 6    | 2    |
| 4    | Shabat Logua       | 2018 (1)                      | 6    | 2    |
| 5    | Victor Pimpia      | 2016 (1)                      | 5    | 1    |
| 5    | Levan Logua        | 2016 (1)                      | 5    | 1    |
| 5    | Aleksandr Kogoniya | 2018 (1)                      | 6    | 1    |
| 5    | Georgi Zhanaa      | 2018 (1)                      | 6    | 1    |

| Rang | Joueur            | Coupe(s) d'Europe disputée(s) | Sél. | Buts |
| ---- | ----------------- | ----------------------------- | ---- | ---- |
| 1    | Shabat Logua      | 2019 (1)                      | 5    | 3    |
| 2    | Anatolii Semenov  | 2017 (1)                      | 5    | 2    |
| 2    | Kortava Dmitri    | 2017 (1)                      | 5    | 2    |
| 3    | Shoniya Ruslan    | 2017 (1)                      | 5    | 1    |
| 3    | Dmitri Maskaev    | 2019 (1)                      | 5    | 1    |
| 3    | Georgiy Dgebuadze | 2019 (1)                      | 5    | 1    |
| 3    | Alan Khugayev     | 2019 (1)                      | 5    | 1    |

## Image
L'équipe d'Abkhazie possède deux jeux de maillots, une tenue entièrement verte ou parfois le short et les chausettes sont blanche, une autre la tenue est entièrement verte, le maillot est vert et noir avec des rayures. Le logo de la fédération est poser sur le côté gauche de la poitrine. La firme américaine Nike fournit les tenues.